# جون جاي بولاند
جون جاي بولاند (بالإنجليزية: John J. Boland)‏ هو رائد أعمال أمريكي، ولد في 1875، وتوفي في 1956.